# Yamaha FZ1N
Yamaha FZ1N je motocykl kategorie naked bike, vyvinutý firmou Yamaha, vyráběný od roku 2006. Polokapotavaná varianta je označena jako Yamaha FZ1 Fazer.

## Popis
Předchůdce je Yamaha FZS 1000 Fazer. Motor je původem ze superbike R1. Od roku 2008 je motocykl dodáván volitelně s ABS. Vpředu je USD vidlice, zadní kyvná vidlice je hliníková. Předností je výkon ve vysokých otáčkách, výkonné brzdy, vysoká spolehlivost, dobré zpracování a přehledné přístroje, nevýhodou je výkonový propad, hrubá reakce při přechodu ze zavřeného do otevřeného plynu (zejména roku výroby 2006), zpětné rázy do řídítek a nepohodlné sedlo pro spolujezdce.

## Technické parametry
- Rám: mostový hliníkový
- Suchá hmotnost:
- Pohotovostní hmotnost: 214 kg (s ABS 221 kg)
- Maximální rychlost: 252 km/hod
- Spotřeba paliva:

## Fotogalerie

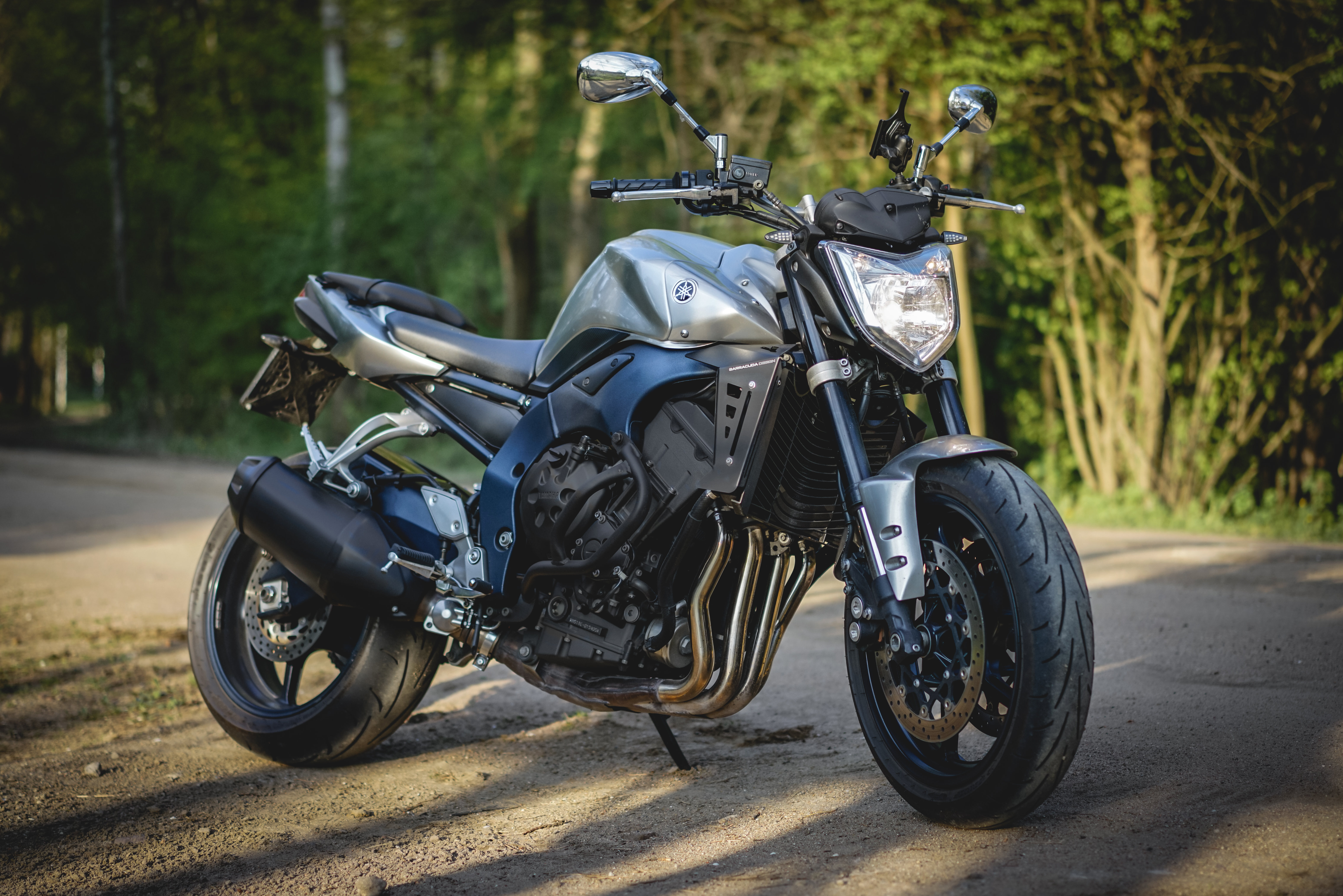
Yamaha FZ1N (2006)
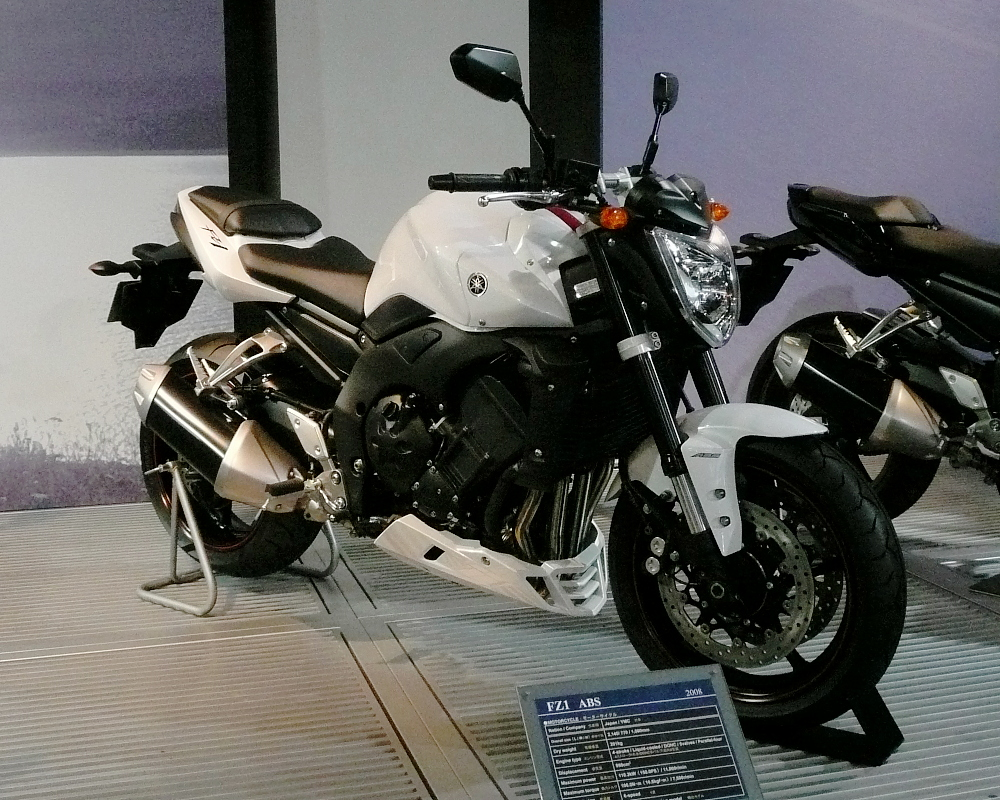
FZ1N s ABS (2008)
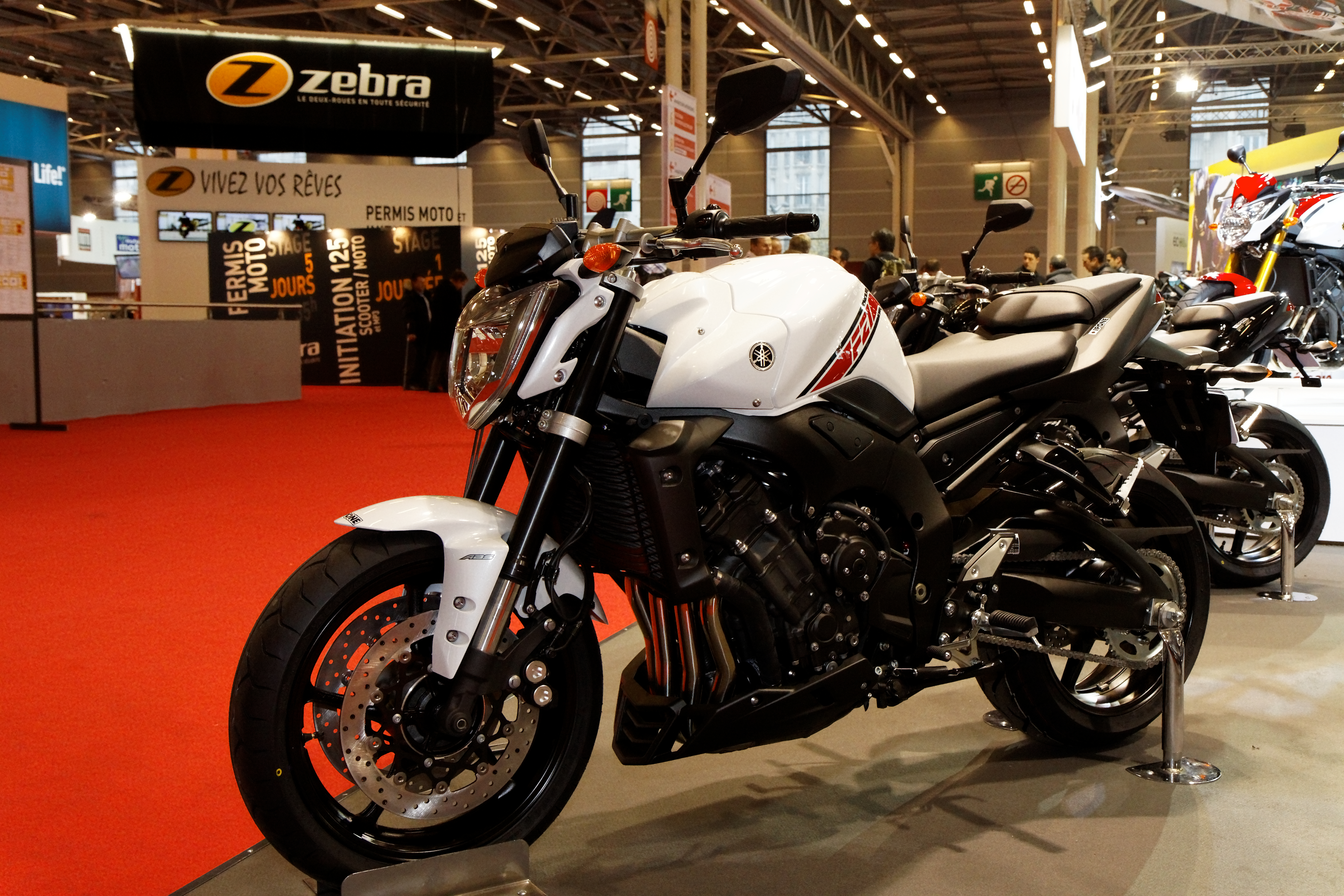
FZ1N s ABS (2011)